# Dinocryptops
Dinocryptops är ett släkte av mångfotingar. Dinocryptops ingår i familjen Scolopocryptopidae.
Kladogram enligt Catalogue of Life:
| Dinocryptops | \| \| Dinocryptops broelemanni \| \| \| \| \| \| Dinocryptops miersii \| \| \| \| |
|              | \| \| Dinocryptops broelemanni \| \| \| \| \| \| Dinocryptops miersii \| \| \| \| |
|              | Ectonocryptoides                                                                  |
|              |                                                                                   |
|              | Ectonocryptops                                                                    |
|              |                                                                                   |
|              | Kartops                                                                           |
|              |                                                                                   |
|              | Kethops                                                                           |
|              |                                                                                   |
|              | Newportia                                                                         |
|              |                                                                                   |
|              | Scolopocryptops                                                                   |
|              |                                                                                   |
|              | Thalkethops                                                                       |
|              |                                                                                   |
|              | Tidops                                                                            |
|              |                                                                                   |
|              | Dinocryptops broelemanni                                                          |
|              |                                                                                   |
|              | Dinocryptops miersii                                                              |
|              |                                                                                   |

|  | Dinocryptops broelemanni |
|  |                          |
|  | Dinocryptops miersii     |
|  |                          |